# Гидрогеносомы

Модель синтеза АТФ в гидрогеносоме.

Гидрогеносома — закрытая мембранная органелла некоторых одноклеточных анаэробных организмов, таких как инфузории, трихомонады и грибы. Подобно митохондриям, гидрогеносомы обеспечивают клетки энергией, но в отличие от первых функционируют в отсутствие кислорода. У облигатных анаэробов молекулярный кислород вызывает гибель гидрогеносом.
Гидрогеносомы трихомонад (наиболее изучены среди гидрогеносом-содержащих микроорганизмов) выделяют молекулярный водород, ацетат, углекислый газ и производит АТФ, комбинируя действие ферментов пируват: ферредоксин-оксидоредуктазы, гидрогеназы, ацетат-сукцинат-КоА-трансферазы и сукцинаттиокиназы. В них также содержатся супероксиддисмутаза, малатдегидрогеназа (декарбоксилирующая), ферредоксин, аденилаткиназа и НАДH:ферредоксин-оксидоредуктаза. Полагают, что эти органеллы произошли от эндосимбиотических анаэробных бактерий или архей, хотя в случае трихомонад вопрос остаётся открытым. Предполагают также, что они могут быть сильно модифицированными митохондриями.
Гидрогеносомы заменяют митохондрии относящимся к лорициферам многоклеточным, живущим в отложениях на дне впадины Аталанта, на глубине более трёх тысяч метров (труднодоступная область Средиземного моря). Сообщение об открытии многоклеточных организмов с гидрогеносомоподобными органеллами было сделано в 2010 году.

## История
Гидрогеносомы впервые были выделены и получили биохимическое описание в 1970 году Д. Г. Линдмарком и M. Мюллером из университета Рокфеллера. Они также впервые продемонстрировали наличие пируват: ферредоксин-оксидоредуктазы и гидрогеназы в эукариотах. В дальнейшем исследовали биохимическую цитологию и субклеточную организацию анаэробных одноклеточных паразитов (Trichomonas vaginalis, Tritrichomonas foetus, Monocercomonas sp., Giardia lamblia, Entamoeba sp. и Hexamita inflata). Используя результаты всех этих работ, в 1976 году они объяснили механизм действия метронидазола. Сегодня метронидазол признан золотым стандартом химиотерапевтических препаратов для лечения анаэробных инфекций, вызванных прокариотами (Clostridium, Bacteroides, Helicobacter) и эукариотами (Trichomonas, Tritrichomonas, Giardia, Entamoeba). Метронидазол попадает внутрь болезнетворного организма посредством диффузии. Там он неферментативно восстанавливается восстановленным ферредоксином, производимым ферментом пируват: ферредоксин-оксидоредуктазой. В результате синтезируется продукт, токсичный для анаэробных клеток. Такой механизм позволяет лекарству избирательно накапливаться только в клетках анаэробов.

## Описание
Гидрогеносомы составляют приблизительно 1 микрометр в диаметре, но под воздействием неблагоприятных условий могут увеличиваться до 2 мкм и были названы так потому, что производят молекулярный водород. Как и митохондрии, они окружены двойными мембранами и имеют выступы, подобные кристам митохондрий. Некоторые гидрогеносомы, возможно, произошли от митохондрий путём потери некоторых свойств и утраты большей части генома. Гидрогеносомальный геном можно обнаружить у Neocallimastix, Trichomonas vaginalis и Tritrichomonas foetus. Также он был обнаружен у инфузории, обитающей в кишечнике таракана — Nyctotherus ovalis, и страминопилы Blastocystis. Такое сходство между Nyctotherus и Blastocystis, которые состоят в весьма дальнем родстве, объясняется конвергентной эволюцией, что, однако, порождает вопрос о наличии чётких границ между митохондриями, гидрогеносомами и митосомами (ещё один вид деградировавших митохондрий).

## Исследования
Гидрогеносомы наиболее исследованы у паразитов, передающихся половым путём (Trichomonas vaginalis иTritrichomonas foetus), а также у рубцовых хитридиомицетов, таких как Neocallimastix.
Анаэробная инфузория Nyctotherus ovalis, обнаруженная в кишечнике некоторых видов тараканов, имеет множество гидрогеносом, которые тесно связаны с эндосимбиотическими метан-производящими археями. Последние активно используют водород, выделяемый гидрогеносомами. Матрикс гидрогеносом N. ovalis содержит рибосомо-подобные структуры того же размера, что и 70S-рибосомы обитающих в них архей. Это говорило о возможном наличии в них генома, который и был открыт Ахмановой и позднее секвенирован Боксма.
Также было открыто три вида многоклеточных лорифицер из родов Spinoloricus, Rugiloricus и Pliciloricus, обитающих на большой глубине Средиземного моря и использующих гидрогеносомы в циклах своего анаэробного метаболизма.